# Klaus Goehrmann
Klaus E. Goehrmann (ur. 23 sierpnia 1938 r. w Berlinie) jest niemieckim menedżerem, który w latach 1984–2003 był dyrektorem generalnym Deutsche Messe AG. Od 2004 r. jest prezesem zarządu Międzynarodowej Fundacji Neurobioniki, od 1991 r. profesorem honorowym Uniwersytetu Gottfrieda Wilhelma Leibniza w Hanowerze.

## Edukacja
Klaus Goehrmann zdał maturę w 1959 r. i w latach 1962-1965 studiował ekonomikę. W 1967 roku ukończył doktorat na TH Braunschweig oraz studia MBA na Harvardzie i w Fontainebleau.

## Kariera
Karierę rozpoczął w General Foods w Elmshorn, gdzie po czterech latach objął stanowisko dyrektora sprzedaży. Następnie przeniósł się do firmy zajmującej się produkcją maszyn biurowych Rank Xerox w Düsseldorfie jako dyrektor zarządzający ds. marketingu i sprzedaży. Cztery lata później został członkiem zarządu Vereinigte Papierwerke AG w Norymberdze. Od 1980 r. był dyrektorem zarządzającym Geha-Werke w Hanowerze. W 1981 r. został powołany do Rady Doradczej Wystawców Hannover Messe e.V. W 1982 r. Goehrmann otrzymał nominację na sędziego honorowego oraz nominację na członka składu orzekającego w Izbie ds. Handlowych w Sądzie Okręgowym w Hanowerze.
W 1984 roku przeniósł się do Deutsche Messe AG jako dyrektor generalny, gdzie pozostał do emerytury. W tym samym roku został członkiem zarządu Niemiecko-Holenderskiej Izby Handlowej oraz Ausstellungs- und Messe-Ausschuss der Deutschen Wirtschaft e.V. W latach 1984–1988 r. był wykładowcą na Politechnice w Brunszwiku. W latach 1988–2015 prowadził wykłady na Wydziale Inżynierii Mechanicznej Uniwersytetu w Hanowerze. W 1991 roku został profesorem honorowym.
Klaus Goehrmann zasiadał w wielu radach nadzorczych. W 1997 r. został wybrany prezesem Niemieckiego Stowarzyszenia Marketingu, a trzy lata później prezesem Izby Handlowo-Przemysłowej w Hanowerze. Od 2004 r. jest prezesem zarządu Międzynarodowej Fundacji Neurobioniki. W 2012 r. pojawiły się zarzuty dotyczące plagiatu w jego pracy doktorskiej w TU Clausthal z 2010 r.  W lutym 2014 r. Goehrmann został pozbawiony stopnia doktora ze skutkiem natychmiastowym, decyzję potwierdził Sąd w Brunszwiku.